# ماریا سرگیوا
ماریا سرگیوا (استونیایی: Maria Sergejeva؛ زادهٔ ۲۸ اکتبر ۱۹۹۲) اسکیت‌باز نمایشی اهل استونی است. وی در بازی‌های المپیک زمستانی ۲۰۱۰ شرکت کرده است.